# Elisabeth Andrae
Louise Elisabeth Andrae (* 3. August 1876 in Anger bei Leipzig; † 14. Dezember 1945 in Dresden) war eine deutsche Malerin.

## Leben
Elisabeth Andrae war eine Tochter des späteren Dresdener Geheimen Oberbaurates Karl Hermann Andrae und dessen Frau Auguste Sidonie, geborene Schmidt. Ihr Bruder war Walter Andrae, der spätere Direktor des Vorderasiatischen Museums in Berlin. Ihre Schwester Helene Margarete (* 1881) war mit dem Schweriner Ministerialdirektor Paul Ehmig verheiratet. Nach dem Studium bei Gustav Adolf Thamm in Dresden und Hans Richard von Volkmann in Karlsruhe lebte sie in Dresden. Elisabeth Andrae gehörte mit Clara Arnheim, Elisabeth Büchsel und anderen Künstlerinnen zum Kreis des Hiddensoer Künstlerinnenbundes, abfällig auch Hiddenseer Malweiber genannt, die regelmäßig in der Blauen Scheune in Vitte ausstellten. 1906 war sie mit dem Gemälde „Sonnenflecken“ auf der Großen Berliner Kunstausstellung vertreten. 1909 stellte sie gemeinsam mit den in Ahrenshoop ansässigen Malern im neu gegründeten Kunstkaten aus, außerdem in Dresden und Berlin. Die Städtischen Sammlungen Dresden erwarben ihr Gemälde „Neustädter Markt“. Die Malerin hielt sich in der Zeit um den Ersten Weltkrieg in Unterfranken auf und malte dort einige Motive (z. B. die Burg Salzburg, den Bürgerturm in Mellrichstadt oder Ostheim vor der Rhön).
Stilistisch gehört sie zu den Malern des deutschen Jugendstils und Symbolismus. Durch ihre großen Wandbilder von Ausgrabungsorten wie Babylon, Assur, Uruk oder Yazılıkaya im Vorderasiatischen Museum Berlin wurde Elisabeth Andrae nach 1930 einem größeren Publikum bekannt. 1940 war sie auf der Ausstellung des Dresdner Künstlerbunds „Erste Ausstellung Kriegsjahr 1940“ in Dresden vertreten.

## Werke (Auswahl)

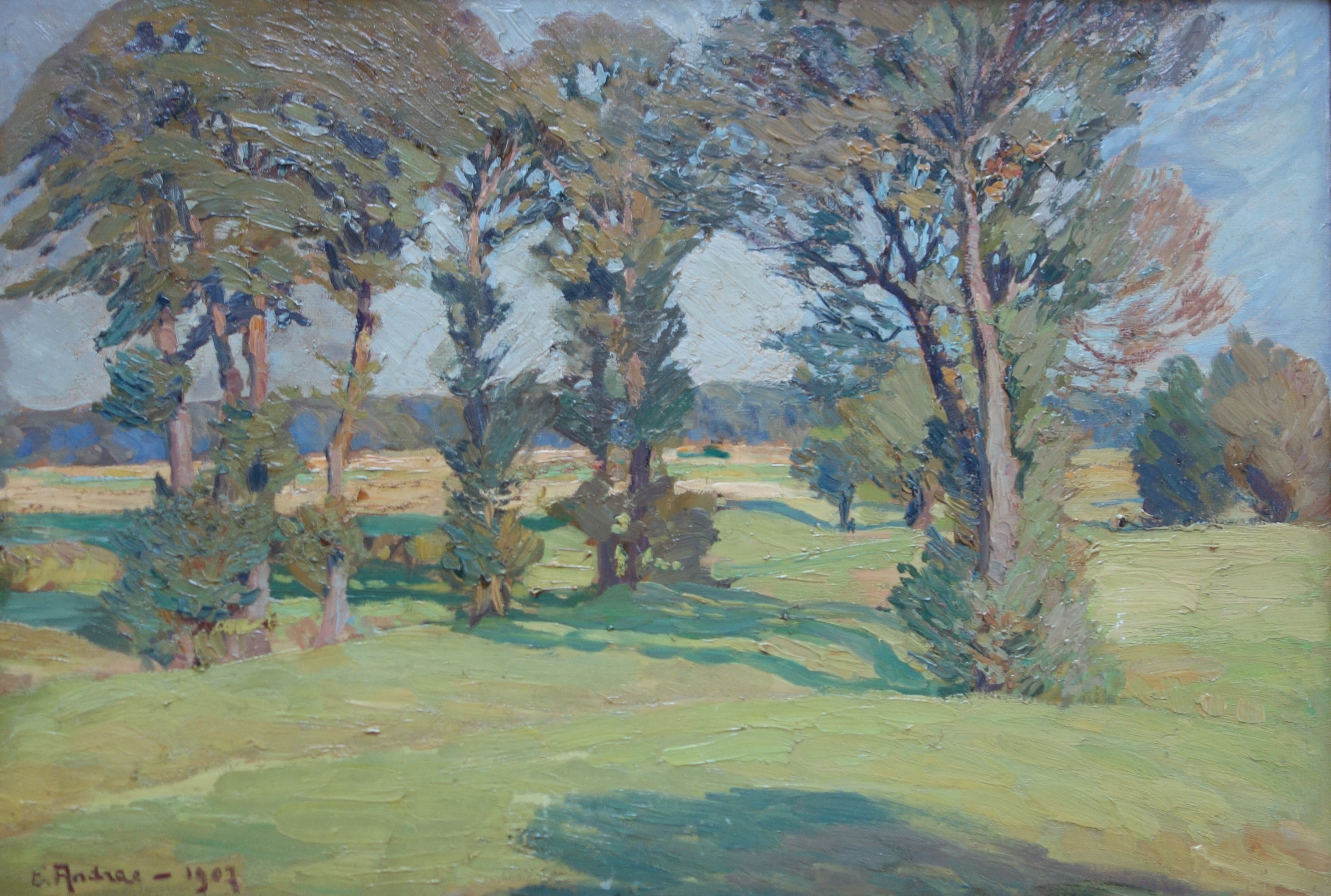
Die Hofewiese in der Dresdner Heide
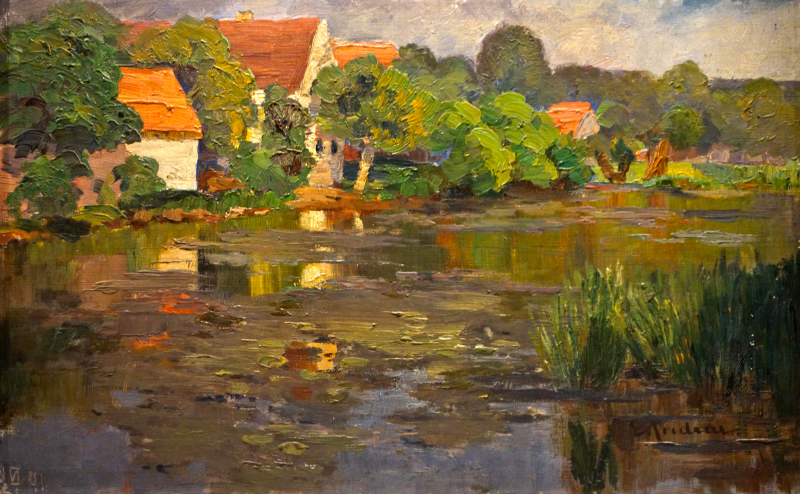
Junisonne
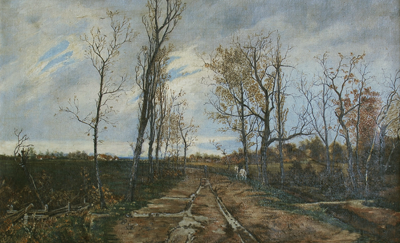
Weg in Vitte
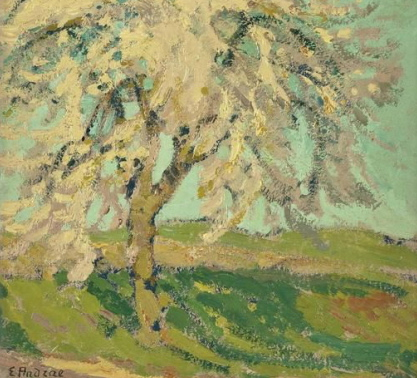
Baumblüte auf Hiddensee
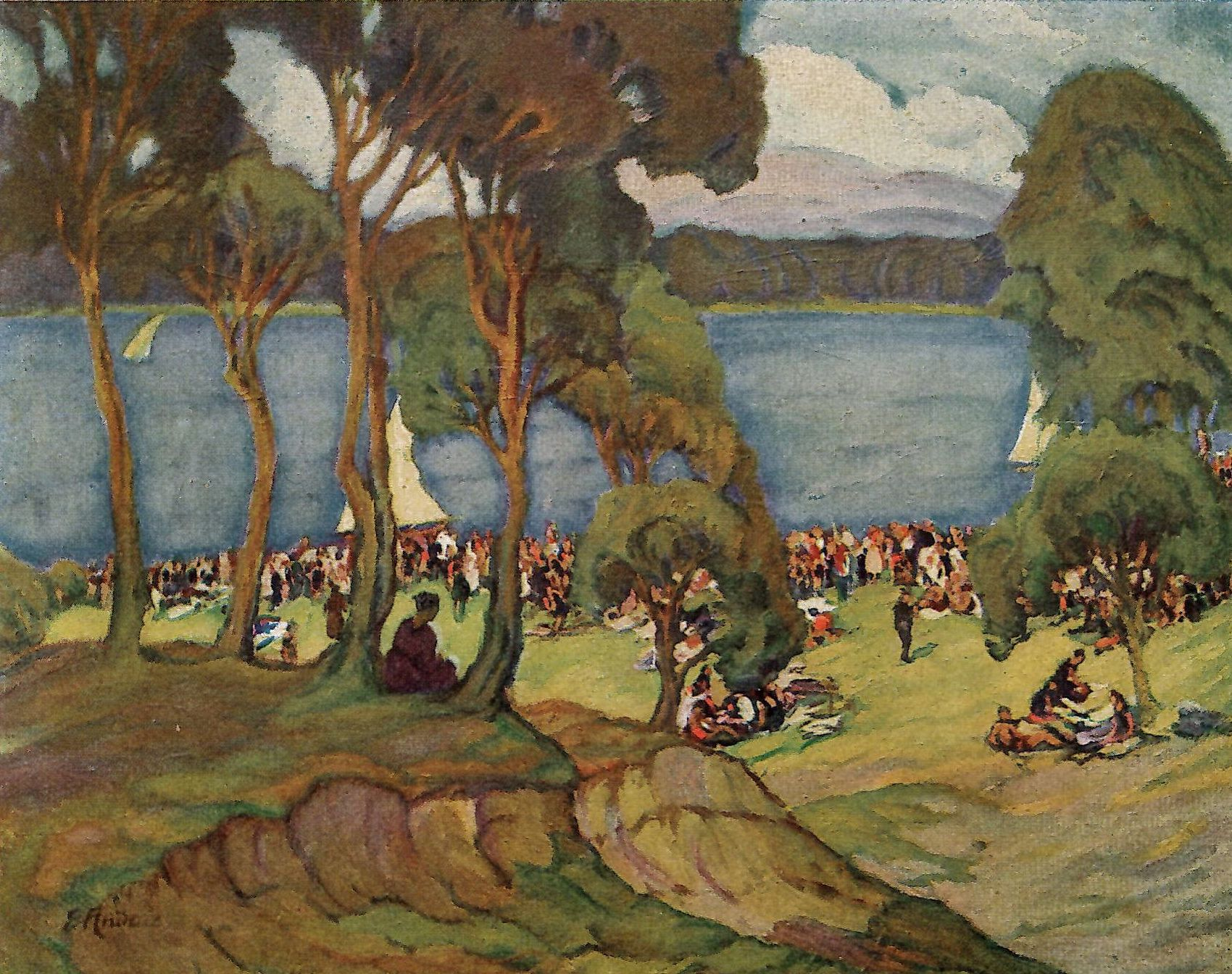
Badeleben

- Segelboote (Tafelbild, Öl)[2]
- Am Wannsee (Tafelbild, Öl; im Bestand der Gemäldegalerie Neue Meister Dresden)[3]